# Jean-Pierre Bayard
Jean-Pierre Bayard est un docteur ès lettres, ingénieur et écrivain français, né le 7 février 1920 à Asnières et mort le 5 mars 2008 à Angers.

## Biographie
Dès ses 14 ans, il fréquente Pierre Mac Orlan et rencontre par la suite Georges Duhamel, des poètes comme Francis Carco ou Philippe Chabaneix. À partir de 1959, il préside le Cercle Scarron qui remettait un prix littéraire de l'humour, le Prix Scarron.
Il soutient une thèse en 1977 à l'université de Rennes sur le compagnonnage en France, dont il tire un ouvrage. L’historien François Icher, mentionne que malgré quelques réserves de Compagnons du Devoir du fait d’interprétations plus maçonniques que compagnonniques, cet ouvrage est devenu « un classique de la littérature compagnonnique ».
Il est l'auteur d'ouvrages sur l'ésotérisme, le rosicrucianisme, les sociétés secrètes, des symbolismes divers, l'esprit du compagnonnage  et de l'aspect spirituel de la franc-maçonnerie.
Il est également directeur de collections d'ouvrages ésotériques (Dangles).
Initié à la Grande Loge de France en 1954, il est reçu 33e (Rite écossais ancien et accepté) en 1980 et devient membre actif du Suprême Conseil de France. Il a entretenu de solides relations avec les principaux dirigeants de divers groupes maçonniques tels Jean Tourniac, Marius Lepage, Jean Corneloup, Jean Baylot, Alec Mellor, Robert Ambelain, Paul Naudon, Philippe Encausse (fils de Papus). Il rencontre également souvent Mircea Eliade, Raymond Abellio ou Louis Pauwels.
Martiniste, il est initié par Robert Ambelain et Philippe Encausse.

## Publications
- Histoire des légendes, (PUF, Que sais-je, 1955, 3e éd. 1970)
- Le feu, la symbolique (Flammarion, Coll. Symboles, 1958)
- Le monde souterrain (Flammarion, Coll. Symboles, 1961)
- Le sacre des rois (Édition de la Colombe, 1964)
- Le symbolisme du caducée (Guy Trédaniel, Éditions de la Maisnie, 1964, 4e éd. 1990)
- Les Francs-Juges de la Sainte-Vehme (Albin Michel, 1971 ; réédition : Dualpha, 2004)
- La symbolique du feu (Payot, 1973 ; réédition : Trédaniel, 1990, Véga (16 mars 2009) (ISBN 978-2858295210))
- La symbolique du monde souterrain et de la caverne (Payot, 1973, Véga (12 janvier 2009)  (ISBN 978-2858295395))
- Le symbolisme maçonnique traditionnel. Thesaurus Latomorum (Éditions du Prisme, 1974)
- La symbolique de la Rose-Croix (Payot, 1975)
- Les talismans (Tchou, 1976, Dangles, 1976, 1983, 1987, 1990..., 2011)
- Le compagnonnage en France (Payot, 1977 - réédité en 1988, 1997)
- Les pactes sataniques (Vernoy, 1980, Rééd. Dervy, 1994, 2002)
- Le symbolisme maçonnique traditionnel (2 tomes) (Edimaf, 1981-1982, 1987)
- Le diable dans l'art roman (Guy Trédaniel, 1982, 1996)
- Les rites magiques de la royauté (avec Patrice de la Perrière) (Friant, 1982, Rééd. Bélisane, 1998)
- L'occultisme (Éditions du Borrego, 1984)
- Sacres et couronnements royaux (Guy Trédaniel, 1984)
- La symbolique du cabinet de réflexion ou la lumière dans les ténèbres (Edimaf, 1984, Rééd. 1995, 2012)
- La franc-maçonnerie (MA Éditions, 1986)
- Les rose-croix (MA Éditions, 1986)
- Guide des sociétés secrètes et des sectes (Philippe Lebaud, 1989, Rééd. Oxus, 2004)
- La symbolique du monde souterrain et de la caverne (Trédaniel, 1990)
- La spiritualité de la Rose-Croix. Histoire, traditions et valeur initiatique (Dangles, 1990 ; réédition  Dualpha, 2003)
- La Tradition cachée des cathédrales (Saint-Jean-de-Braye, Éd. Dangles, 1990) , Prix Eugène-Carrière de l’Académie française 1991

- La légende de saint Brendan, découvreur de l'Amérique. Légende du IXe siècle (Trédaniel, 1990)
- Les origines compagnonniques de la franc-maçonnerie (avec Henri Gray) (Trédaniel, 1990)
- Tradition et sciences secrètes (Soleil Natal, 1998, rééd. Dualpha, 2008)
- Précis de franc-maçonnerie (Dervy, 1999)
- La tradition cachée des cathédrales (Dangles, 1999, rééd. J'ai lu, Aventure Secrète, 2014)
- L'Esprit du compagnonnage. Histoire, tradition, éthique et valeurs morales, actualités… (Dangles, 1994)
- Plaidoyer pour Gilles de Rais, Maréchal de France, 1404-1440 (Soleil Natal, 1995 ; réédition : Dualpha, 2007)
- La spiritualité de la Franc-Maçonnerie (Dangles, 1999)
- La pratique du tarot. Symbolisme, tirages et interprétations (Dangles, 1999)
- La grande encyclopédie maçonnique des symboles (Éditions Maçonniques de France, 2000)
- Déesses mères et vierges noires (Éditions du Rocher, 2001)
- La symbolique du Temple (Edimaf, 2001)
- Symbolique du labyrinthe sur le thème de l'errance (Huitième jour, 2003)
- Trente-trois - Histoire des degrés du Rite Écossais Ancien et Accepté en France (Ivoire-Clair, 2004)
- Papus : occultiste, ésotériste ou mage ? (Ediru, 2005)
- Le Compagnonnage aujourd'hui (Dangles, 2005)
- Credo Maçonnique (Dangles Collection : Horizons ésotériques, 2006  (ISBN 978-2703306412))
- Le sens caché des rites mortuaires (Dangles, 2007)
- Les regrets du peintre Faust (roman) (Dualpha, 2007)
- G comme Géométrie (2 tomes) (Edimaf, 2012)